# Le Territoire
Pour les articles homonymes, voir Le Territoire (homonymie).

Le Territoire est une série de bande dessinée écrite par Éric Corbeyran, dessinée par Espé et Jean-Pierre Ugarte, et mise en couleurs par Hubert (tomes 1 à 3) puis Christian Favrelle (tomes 4 à 6).

## Albums
- Le Territoire, Delcourt, collection « Insomnie » :

1. Nécropsie, 2003[1].
2. Hypnose, 2003.
3. Disparition, 2004.
4. Frontière, 2006[2].
5. Palingénésie, 2007.
6. Avènement, 2008.